# W sprawie uczczenia prześladowanych unitów
W sprawie uczczenia prześladowanych unitów – odezwa Cypriana Kamila Norwida z 1874 w sprawie prześladowania unitów przez władze rosyjskie.

## O odezwie
Norwid złożył odezwę związaną z prześladowaniem unitów w diecezji chełmskiej w listopadzie 1874 na ręce Ludwika Nabielaka. W tekście autor odnosi się do odezwy z 19 października rozpowszechnianej we Lwowie w formie ulotki, a podpisanej przez Mieczysława Darowskiego, Alfreda Młockiego, księdza Dalmacego Ulfryjewicza i Kornela Ujejskiego. Tekst opublikował po raz pierwszy Zenon Przesmycki w 1937 w tomie IX Wszystkich pism po dziś w całości lub fragmentach odszukanych.
Norwid zarzuca lwowskiej odezwie zbytnią lokalność, sprzeciwia się kierowaniu narodu na cierniste i pokutne odrodzenia podczas gdy obowiązkiem chrześcijan jest wprowadzanie narodów na drogę obowiązalnej, organicznej i sprawiedliwie postępowej pracy. Uważa też za przedwczesne określanie prześladowanych męczennikami, w aktach publicznych trzeba używać ścisłych określeń. 
Norwid uważa, że zdarzenia podlaskie są religijne i heroiczne. Czyny takie nagradzane były szlachectwem i krzyżem virtuti militari. Skoro mu odmówiono, ponownie stawia trzy wnioskiː
1. urządzenia pogrzebu rycerskiego poległym,
2. utworzenia punktów pomocy na granicy dla poszkodowanych,
3. wydanie odezwy do świata katolickiego i inteligencji rosyjskiej o wspólne odmówienie w oznaczonej porze Bogurodzicy.